# よませ温泉
よませ温泉（よませおんせん）は、長野県下高井郡山ノ内町大字夜間瀬にある温泉。

## 泉質
- 単純温泉、低張性弱アルカリ性高温泉
  - 源泉温度55℃

## 温泉街
北信濃を代表する高社山（高井富士）の南東側山腹にあるよませスキー場内に掘削して創られた温泉。日新の湯と遠見の湯という2つの露天風呂をもつ外湯と、引き湯を利用し内湯をもつホテルが数軒ある。湯量が豊富なため、エリア内の舗装道路の一部では除雪用に湯が流される。
遠見の湯は、信州サンセットポイント百景に選ばれた絶景を楽しむことができる。日中は北信五岳や遠くは北アルプスを、近くには千曲川（信濃川）が流れる長野盆地を一望する。50分ごとに貸し切れる露天風呂がある。
1993年に開業。

## 交通アクセス
- 鉄道：JR東日本長野駅より長電バス（急行 北志賀高原線）で約55分。
- 鉄道：長野電鉄湯田中駅よりタクシーで約10分。
- 鉄道：長野電鉄信州中野駅より長電バス（須賀川線 北志賀落合行）で約15分。
- 道路：上信越自動車道信州中野ICより国道292号、国道403号を経由し約20分。